# Campionato europeo di pallanuoto 2010 (femminile)
Il Campionato europeo di pallanuoto 2010 è stato la 13ª edizione femminile del Campionato europeo di pallanuoto, il massimo campionato europeo per nazioni, il cui torneo femminile si svolge dal 1985. L'evento è stato ospitato dalla Croazia nella propria capitale, Zagabria, secondo quanto deciso nel congresso della Ligue Européenne de Natation tenutosi ad Eindhoven nel marzo 2008.

## Qualificazioni
Sono state ammesse d'ufficio al torneo le prime 3 classificate dell'Europeo 2008 e la Croazia, paese ospitante, all'esordio assoluto in una fase finale della manifestazione. Le altre quattro nazionali hanno avuto accesso al torneo tramite un torneo di qualificazione.

## Fase preliminare

### Sorteggio
Il sorteggio relativo al turno preliminare è stato eseguito a Zagabria il 21 maggio 2010. Il risultato del sorteggio è stato il seguente:
| Girone A                             | Girone B                                     |
| ------------------------------------ | -------------------------------------------- |
| - Croazia - Grecia - Italia - Russia | - Germania - Paesi Bassi - Spagna - Ungheria |

### Girone A
| Squadra | G | V | N | P | GF | GS | DR  | PTS |
| ------- | - | - | - | - | -- | -- | --- | --- |
| Grecia  | 3 | 2 | 1 | 0 | 43 | 16 | +27 | 7   |
| Russia  | 3 | 1 | 2 | 0 | 47 | 22 | +25 | 5   |
| Italia  | 3 | 1 | 1 | 1 | 39 | 22 | +17 | 4   |
| Croazia | 3 | 0 | 0 | 3 | 10 | 79 | -69 | 0   |

- Risultati

| Data     | Ora   | Partita | Partita | Partita |
| -------- | ----- | ------- | ------- | ------- |
| 31.08.10 | 18.00 | Croazia | 3 - 28  | Russia  |
| 31.08.10 | 19.30 | Grecia  | 7 - 5   | Italia  |
| 02.09.10 | 16.30 | Grecia  | 7 - 7   | Russia  |
| 02.09.10 | 18.00 | Croazia | 3 - 22  | Italia  |
| 04.09.10 | 18.00 | Croazia | 4 - 29  | Grecia  |
| 04.09.10 | 19.30 | Russia  | 12 - 12 | Italia  |

### Girone B
| Squadra     | G | V | N | P | GF | GS | DR | PTS |
| ----------- | - | - | - | - | -- | -- | -- | --- |
| Paesi Bassi | 3 | 2 | 0 | 1 | 33 | 26 | +7 | 6   |
| Spagna      | 3 | 2 | 0 | 1 | 32 | 28 | +4 | 6   |
| Ungheria    | 3 | 1 | 1 | 1 | 29 | 31 | -2 | 4   |
| Germania    | 3 | 0 | 1 | 2 | 30 | 39 | -9 | 1   |

- Risultati

| Data     | Ora   | Partita     | Partita | Partita     |
| -------- | ----- | ----------- | ------- | ----------- |
| 31.08.10 | 15.00 | Spagna      | 12 - 10 | Germania    |
| 31.08.10 | 16.30 | Paesi Bassi | 8 - 9   | Ungheria    |
| 02.09.10 | 15.00 | Paesi Bassi | 17 - 10 | Germania    |
| 02.09.10 | 19.30 | Spagna      | 13 - 10 | Ungheria    |
| 04.09.10 | 15.00 | Germania    | 10 - 10 | Ungheria    |
| 04.09.10 | 16.30 | Spagna      | 7 - 8   | Paesi Bassi |

## Fase finale

### Finale 7º/8º posto
| Data     | Ora   | Partita | Partita | Partita  |
| -------- | ----- | ------- | ------- | -------- |
| 06.09.10 | 15.30 | Croazia | 7 - 23  | Germania |

### Quarti di finale 1º/6º posto
| Data     | Ora   | Partita | Partita | Partita  |
| -------- | ----- | ------- | ------- | -------- |
| 06.09.10 | 17.30 | Russia  | 12 - 9  | Ungheria |
| 06.09.10 | 19.30 | Spagna  | 9 - 10  | Italia   |

### Finale 5º/6º posto
| Data     | Ora   | Partita  | Partita | Partita |
| -------- | ----- | -------- | ------- | ------- |
| 08.09.10 | 15.30 | Ungheria | 10 - 7  | Spagna  |

### Semifinali 1º/4º posto
| Data     | Ora   | Partita | Partita | Partita     |
| -------- | ----- | ------- | ------- | ----------- |
| 08.09.10 | 17.30 | Italia  | 5 - 10  | Grecia      |
| 08.09.10 | 19.30 | Russia  | 10 - 7  | Paesi Bassi |

### Finale 3º/4º posto
| Data     | Ora   | Partita | Partita | Partita     |
| -------- | ----- | ------- | ------- | ----------- |
| 10.09.10 | 17.30 | Italia  | 12 - 14 | Paesi Bassi |

### Finale 1º/2º posto
| Data     | Ora   | Partita | Partita | Partita |
| -------- | ----- | ------- | ------- | ------- |
| 10.09.10 | 20.00 | Russia  | 11 - 6  | Grecia  |

## Classifica finale
| Pos. | Squadra     |
| ---- | ----------- |
|      | Russia      |
|      | Grecia      |
|      | Paesi Bassi |
| 4    | Italia      |
| 5    | Ungheria    |
| 6    | Spagna      |
| 7    | Germania    |
| 8    | Croazia     |

## Classifica marcatori
|  | Gol | Marcatore          | Squadra     |
|  | --- | ------------------ | ----------- |
|  | 17  | Angeliki Gerolymou | Grecia      |
|  | 15  | Sof'ja Konuch      | Russia      |
|  | 13  | Roberta Bianconi   | Italia      |
|  |     | Evgenija Ivanova   | Russia      |
|  |     | Dora Kisteleki     | Ungheria    |
|  | 12  | Rita Drávucz       | Ungheria    |
|  |     | Iefke van Belkum   | Paesi Bassi |
|  | 11  | Biaca Gil          | Spagna      |
|  | 10  | Claudia Blomenkamp | Germania    |
|  |     | Mieke Cabout       | Paesi Bassi |
|  |     | Arianna Garibotti  | Italia      |

## Fonti
- (EN) Omegatiming.com. URL consultato il 29 gennaio 2011 (archiviato dall'url originale il 1º marzo 2009).